# علم یکپارچه
«علم یکپارچه» (به انگلیسی: Unified Science) می‌تواند به هر یک از سه رشته مرتبط در اندیشه معاصر اشاره کند.
- اعتقاد به یکپارچگی علم یک اصل اساسی اثبات‌گرایی منطقی بود. اثبات‌گرایی منطقی مختلف این آموزه را به روش‌های مختلف تفسیر کردند، مثلاً به‌عنوان یک تز تقلیل‌گرایانه، مبنی بر اینکه اشیایی که توسط علوم خاص مورد بررسی قرار می‌گیرند، به موضوعات یک حوزه مشترک و به‌طور فرضی اساسی‌تر علم، که معمولاً تصور می‌شود فیزیک است، کاهش می‌یابد. به عنوان این تز که همه نظریه‌ها و نتایج علوم مختلف را می‌توان یا باید به یک زبان مشترک یا «عامیانه جهانی» بیان کرد یا به عنوان این تز که همه علوم خاص یک روش مشترک دارند.
- نوشته‌های ادوارد هاسکل و چند تن از همکارانش به دنبال بازآفرینی علم در یک رشته یکپارچه با استفاده از زبان مصنوعی رایج هستند. این کار در سال ۱۹۷۲ با انتشار کتاب دایره کامل: نیروی اخلاقی علم یکپارچه به اوج خود رسید. با این حال، بخش گسترده‌ای از آثار هاسکل و معاصرانش منتشرنشده برجای مانده است. تیموتی ویلکن و آنتونی جاج اخیراً بینش هاسکل و همکارانش را زنده کرده و گسترش داده‌اند.
- علم یکپارچه از دهه ۱۹۴۰ یک موضوع ثابت در بوم‌شناسی سامانه‌ها هاوارد تی اودوم و سنتز امرژی مرتبط با مدل‌سازی «بوم‌سازگان» بوده است: فرآیندهای ژئوشیمیایی، بیوشیمیایی، و ترمودینامیکی سنگ‌کره و زیست‌کره. مدل‌سازی چنین فرآیندهای زمینی به این روش نیاز به علمی دارد که زمین‌شناسی، فیزیک، زیست‌شناسی و شیمی را متحد کند (H T Odum 1995). با در نظر گرفتن این موضوع، اودوم یک زبان علمی مشترک مبتنی بر شماتیک‌های الکترونیکی را با برنامه‌های کاربردی در سیستم‌های اقتصادی بوم‌شناسی در ذهن ایجاد کرد (H T Odum 1994).